# Winter-Paralympics 2014/Biathlon
Bei den XI. Winter-Paralympics 2014 wurden zwischen dem 8. und 14. März 2014 im Laura Biathlon- und Skilanglaufzentrum, einer Anlage, die auf dem Psechako-Bergkamm (Chrebet Psechako) bei Krasnaja Poljana errichtet wurde, achtzehn Wettbewerbe im Biathlon ausgetragen. Der Name „Laura“ kommt von einem wilden Gebirgsfluss des Kaukasus.

## Medaillenspiegel
| Medaillenspiegel Biathlon (Endstand nach 18 Entscheidungen) |              |      |        |        |        |
| Platz                                                       | Land         | Gold | Silber | Bronze | Gesamt |
| 1                                                           | Russland     | 12   | 11     | 7      | 30     |
| 2                                                           | Ukraine      | 4    | 3      | 8      | 15     |
| 3                                                           | Deutschland  | 2    | 1      | 0      | 3      |
| 4                                                           | Norwegen     | 0    | 2      | 0      | 2      |
| 5                                                           | Kanada       | 0    | 1      | 1      | 2      |
| 6                                                           | Weißrussland | 0    | 0      | 2      | 2      |
| 7                                                           | Japan        | 0    | 0      | 1      | 1      |

## Frauen
| Disziplin     | Klasse       | Gold                | Gold         | Gold         | Silber              | Silber       | Silber       | Bronze             | Bronze       | Bronze       |
| 8. März 2014  | 8. März 2014 | 8. März 2014        | 8. März 2014 | 8. März 2014 | 8. März 2014        | 8. März 2014 | 8. März 2014 | 8. März 2014       | 8. März 2014 | 8. März 2014 |
| ------------- | ------------ | ------------------- | ------------ | ------------ | ------------------- | ------------ | ------------ | ------------------ | ------------ | ------------ |
| 6 km          | sehbehindert | Michalina Lyssowa   | 20:03,2      | 0+0          | Julija Budalejewa   | 20:31,7      | 2+0          | Oksana Schyschkowa | 20:49,0      | 0+0          |
| 6 km          | sitzend      | Andrea Eskau        | 19:12,4      | 0+0          | Swetlana Konowalowa | 19:31,1      | 1+0          | Elena Jurkowskaja  | 19:39,6      | 0+0          |
| 6 km          | stehend      | Aljona Kaufman      | 18:27,2      | 0+0          | Anna Burmistrowa    | 18:57,4      | 1+1          | Julyja Batenkowa   | 19:17,7      | 1+0          |
| 11. März 2014 |              |                     |              |              |                     |              |              |                    |              |              |
| 10 km         | sehbehindert | Michalina Lyssowa   | 30:11,5      | 0+1+0+1      | Julija Budalejewa   | 30:38,9      | 1+0+0+0      | Oksana Schyschkowa | 35:01,4      | 1+2+0+1      |
| 10 km         | sitzend      | Anja Wicker         | 32:54,4      | 0+0+0+0      | Swetlana Konowalowa | 33:36,7      | 0+0+1+1      | Ljudmyla Pawlenko  | 34:22,6      | 0+0+2+0      |
| 10 km         | stehend      | Aljona Kaufman      | 29:57,1      | 1+0+0+0      | Oleksandra Kononowa | 30:33,7      | 0+0+1+0      | Natalja Bratjuk    | 30:57,6      | 0+0+0+1      |
| 14. März 2014 |              |                     |              |              |                     |              |              |                    |              |              |
| 12,5 km       | sehbehindert | Julija Budalejewa   | 35:25,9      | 0+0+0+0      | Michalina Lyssowa   | 37:21,0      | 0+0+0+1      | Oksana Schyschkowa | 37:48,8      | 0+0+0+0      |
| 12,5 km       | sitzend      | Swetlana Konowalowa | 40:44,0      | 0+0+0+0      | Anja Wicker         | 41:27,1      | 0+0+0+0      | Elena Jurkowskaja  | 41:30,8      | 0+0+0+0      |
| 12,5 km       | stehend      | Oleksandra Kononowa | 40:30,6      | 0+0+1+0      | Aljona Kaufman      | 40:32,7      | 0+0+1+0      | Natalja Bratjuk    | 41:00,9      | 0+0+0+0      |

## Männer
| Disziplin     | Klasse       | Gold                   | Gold         | Gold         | Silber               | Silber       | Silber       | Bronze                                    | Bronze       | Bronze          |
| 8. März 2014  | 8. März 2014 | 8. März 2014           | 8. März 2014 | 8. März 2014 | 8. März 2014         | 8. März 2014 | 8. März 2014 | 8. März 2014                              | 8. März 2014 | 8. März 2014    |
| ------------- | ------------ | ---------------------- | ------------ | ------------ | -------------------- | ------------ | ------------ | ----------------------------------------- | ------------ | --------------- |
| 7,5 km        | sehbehindert | Wytalyj Lukjanenko     | 20:18,8      | 0+0          | Nikolai Poluchin     | 20:29,8      | 1+0          | Wasili Schaptsiaboi                       | 21:06,6      | 1+0             |
| 7,5 km        | sitzend      | Roman Petuschkow       | 21:03,7      | 0+0          | Maksym Jarowj        | 21:11,9      | 0+0          | Kōzō Kubo                                 | 21:45,6      | 0+0             |
| 7,5 km        | stehend      | Wladislaw Lekomzew     | 19:13,7      | 0+1          | Mark Arendz          | 19:14,4      | 1+0          | Asat Karatschurin                         | 19:14,9      | 0+1             |
| 11. März 2014 |              |                        |              |              |                      |              |              |                                           |              |                 |
| 12,5 km       | sehbehindert | Wytalyj Lukjanenko     | 31:04,0      | 0+0+0+0      | Nikolai Poluchin     | 31:14,3      | 0+0+1+0      | Wasili Schaptsiaboi                       | 31:59,0      | 1+2+0+1         |
| 12,5 km       | sitzend      | Roman Petuschkow       | 34:48,8      | 0+0+0+0      | Alexei Bytschenok    | 35:29,7      | 0+0+0+0      | Grigori Murygin                           | 35:59,6      | 1+0+0+1         |
| 12,5 km       | stehend      | Asat Karatschurin      | 29:30,0      | 0+0+0+1      | Nils-Erik Ulset      | 30:24,6      | 0+0+0+2      | Mark Arendz                               | 30:31,0      | 0+0+1+0         |
| 14. März 2014 |              |                        |              |              |                      |              |              |                                           |              |                 |
| 15 km         | sehbehindert | Nikolai Poluchin       | 36:42,9      | 0+0+0+0      | Anatolyj Kowalewskyj | 38:18,2      | 0+1+0+0      | Wytalyj Lukjanenko Stanislaw Tschochlajew | 38:21,6      | 1+0+0+0 0+1+0+0 |
| 15 km         | sitzend      | Roman Petuschkow       | 42:20,8      | 0+0+0+0      | Grigori Murygin      | 44:25,7      | 0+1+0+1      | Alexander Dawidowitsch                    | 44:46,2      | 0+0+0+0         |
| 15 km         | stehend      | Hryhorij Wowtschynskyj | 37:41,1      | 0+0+0+0      | Nils-Erik Ulset      | 37:44,2      | 0+0+0+0      | Kirill Michailow                          | 37:45,6      | 0+0+0+0         |